# Clebopride
Clebopride è un antagonista selettivo del recettore D2. Viene utilizzato come procinetico e antiemetico in caso di disfunzioni organiche, chemioterapia o in caso di procedure esplorative del tratto gastrointestinale. Clebopride fa parte della classe di benzammidi sostituite ed è strettamente legata a un altro farmaco procinetico, la metoclopramide. Al contrario di essa però non ha effetti sui recettori serotoninergici e sembra provocare meno disturbi extra piramidali, inoltre secondo alcuni studi, al contrario di molti altri antiemetici utilizzati comunemente non sembra influire sull'intervallo QT, rendendolo così anche più sicuro da un punto di vista cardiologico.